# Rivolta di Pugačëv
La rivolta di Pugacëv (in russo: Восстание Пугачёва, detta anche Guerra dei contadini del 1773–75 o Ribellione dei cosacchi) del 1773-75 fu la principale rivolta di una serie di ribellioni popolari che ebbero luogo nell'Impero russo durante il regno di Caterina II di Russia. La rivolta venne organizzata e diretta da Emel'jan Ivanovič Pugačëv, un cosacco ex tenente dell'esercito imperiale russo che sfruttò il malcontento generale e la guerra contro l'Impero ottomano per cercare di proclamarsi zar. Dopo un successo iniziale, Pugačëv assunse la guida di un governo alternativo in nome dell'assassinato Pietro III e proclamò la fine della servitù della gleba.
La rivolta cercò di consolidare il supporto di diversi gruppi tra cui contadini, cosacchi e il clero dei vecchi credenti. A un certo punto, i rivoltosi avevano il controllo del territorio compreso tra il fiume Volga e gli Urali. Uno degli eventi più significativi dell'insurrezione fu la battaglia di Kazan' nel luglio del 1774.
Le forze governative non riuscirono a rispondere efficacemente all'insurrezione in un primo momento, in parte per difficoltà logistiche e perché ne sottovalutarono la portata. Ad ogni modo, la rivolta venne soppressa sul finire del 1774 dal generale Michelsohn a Caricyn. Pugačëv venne catturato poco dopo e giustiziato a Mosca nel gennaio del 1775. Ulteriori rappresaglie contro i ribelli vennero portate avanti quindi dal generale Pëtr Panin.
Questi eventi, di quella che fu la più grande rivolta contadina nella storia della Russia, portarono ispirazione anche nella letteratura come nel romanzo storico di Puškin, La figlia del capitano (1836).

## Antefatto e motivazioni
La monarchia russa, da tempo, aveva contribuito con le sue azioni alla denigrazione della condizione dei servi della gleba e la rabbia di questi contadini era andata crescendo. Pietro il Grande cedette interi villaggi ai nobili da lui favoriti, mentre Caterina la Grande confermò l'autorità dei nobili sui servi in cambio della cooperazione politica dell'aristocrazia. La rivolta si intensificò nel XVIII secolo con più di cinquanta rivolte che ebbero luogo tra il 1762 ed il 1769. Queste culminarono poi nella rivolta di Pugačëv quando, tra il 1773 ed il 1775, Emel'jan Ivanovič Pugačëv radunò attorno a sé contadini e cosacchi promettendo ai servi della gleba terra da lavorare e la libertà dai loro padroni.
Nel corso del XVIII secolo, la classe dei servi della gleba era stata sottoposta a non poche pressioni. I contadini russi non erano più legati alla terra come in passato, ma erano comunque legati indissolubilmente al loro padrone. Il diritto di appello che i servi avevano verso lo zar venne drasticamente ridotto da Caterina II, favorendo quindi l'interposizione dei proprietari terrieri; questi ultimi, che perlopiù erano aristocratici o agenti della chiesa o dello stato, avevano di fatti piena autorità sui servi, inasprendo ancora di più spesso le regole. A complicare la situazione, un'inflazione innalzata al massimo aveva alzato i prezzi su tutti i beni. I contadini si sentirono sempre più abbandonati dallo stato "moderno" di Caterina. Vivevano in condizioni disperate e non avevano modo di cambiare la loro situazione, avendo perso ogni possibilità anche di far valere i loro diritti.
Una serie di eventi naturali che colpirono la Russia nel Settecento, inoltre, furono motivo di ulteriori sofferenze: annate pessime per i raccolti, oltre ad epidemie che crearono instabilità sociale ed economica. La più drammatica di queste si ebbe nel 1771 a Mosca.

## La leadership della rivolta e la strategia
L'immagine di Pugacëv secondo la memoria popolare e le leggende a lui contemporanee era quella di un pretendente-liberatore. Come Pietro III era stato visto come un "nuovo Cristo", un santo perché come agnello aveva pacificamente accettato il martirio e l'umiliazione della detronizzazione, così Pugacëv si sentiva in dovere di dover ridare dignità alla Russia liberandola da Caterina l'usurpatrice.
Facendosi forza di questi punti, Pugacëv promise la libertà da tutte le tasse e dalla coscrizione obbligatoria, il che lo fece apparire come una reincarnazione della legittimazione di Pietro III.

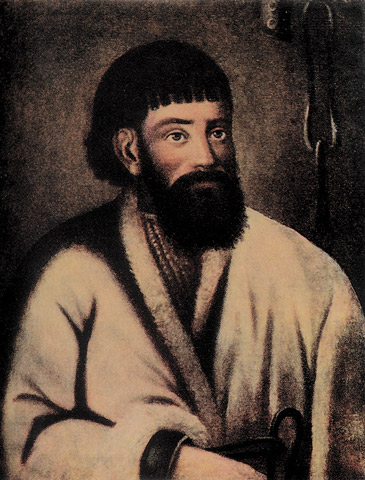
Emel'jan Ivanovič Pugačëv

Pugacëv tentò di riprodurre nella sua piccola "corte" la burocrazia di San Pietroburgo per legittimare ulteriormente la propria posizione come legittimo pretendente al trono. Pose grande enfasi sulle basi della rivolta stessa e la sua percezione dello stato spinse i cosacchi a vedersi sempre più come liberi militari che come soldati "impiegati" ed inquadrati al servizio di uno stato. Pugacëv non faceva distinzioni di nascita, ma solo di merito, e questo riguardò anche quei nobili e quegli ufficiali di carriera che abbracciarono la rivolta. Tutti i contadini erano visti come unici servitori dello stato. Pugacëv ripristinò anche l'antica visione secondo cui gli aristocratici erano dei salariati al servizio dello zar anziché dei proprietari terrieri. Ovviamente tutti i contadini sarebbero stati liberi dai nobili. Pugacëv quindi continuò a garantire lavoro a tutti i contadini, ma garantì loro la libertà di lavorare terre di loro proprietà. Pugacëv promise inoltre l'assoluta libertà religiosa.
Con in testa il modello di Pietro III, Pugacëv costruì la sua burocrazia ed il suo esercito. Zarubin Čika, uno dei principali comandanti delle armate di Pugacëv, prese a modello la figura di Zachar Černyšëv per le proprie azioni. L'esercito di Pugacëv, per quanto considerato legittimo dai rivoltosi, ovviamente era visto come un'armata di disertori da Caterina. Ciò nonostante si trattava di un esercito molto preparato per l'epoca: Pugacëv stabilì un proprio Collegio di Guerra e una rete di intelligence composta da spie e messaggeri. Anche se Pugacëv era analfabeta, riuscì a reclutare dei pope ortodossi, dei mullā islamici e degli staršina per scrivere e diffondere i suoi "decreti reali" chiamati ukazy in lingua russa e tartara. Questi ukazy vennero copiati, inviati nei villaggi e letti alle masse dagli stessi rappresentanti del clero ribelli. In questi documenti, Pugacëv pregava le masse di seguirlo fedelmente, promettendo in cambio terra, sale, grano e tasse più basse oltre a severe punizioni e morte a quanti vi si sarebbero opposti.

## Recluta e supporto
All'inizio dell'insurrezione, i generali di Pugačëv avviarono una campagna di reclutamento di massa nelle campagne tra i popoli tatari e baschiri, oltre ad una raccolta sistematica di quante più armi possibili. Vennero reclutati non solo cosacchi, ma anche russi, tatari, baschiri e ciuvasci. Il famoso eroe baschiro Salavat Julaev aderì al gruppo. L'obbiettivo principale di Pugačëv per la sua campagna non era tanto il popolo, quanto conquistarsi la fiducia dei capi locali. Reclutò anche sacerdoti e mullah per diffondere i propri decreti e leggerli alle masse per conferirgli maggiore autorità.

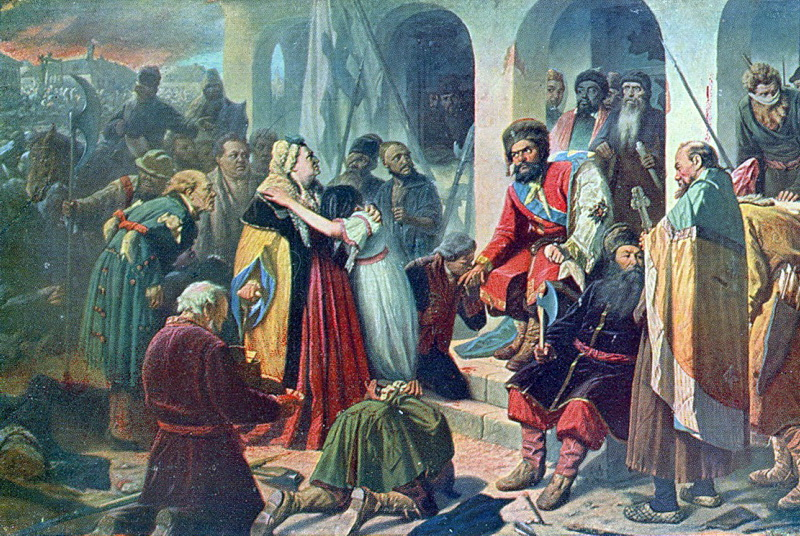
Vasilij Perov, La corte di Pugačëv (1879 variante; Museo Russo di San Pietroburgo)

In particolare i pope ortodossi furono figure strumentali per la propaganda di Pugačëv. Pugačëv ottenne così "accoglienze eroiche" in ogni villaggio russo nel quale faceva il proprio ingresso, venendo accolto come un sovrano. Alcuni giorni prima del suo arrivo in una determinata città o villaggio, venivano inviati dei messaggeri ad informare il sacerdote o i diaconi locali del suo imminente arrivo. Questi chiedevano al clero locale di preparare acqua e sale e di suonare le campane per annunciarne la venuta. Questi leggevano inoltre i manifesti di Pugačëv durante le messe e cantavano le lodi al grande zar Pietro III. Gran parte del clero, anche se non tutto, accondiscese alle richieste di Pugačëv.
L'esercito di Pugačëv era composto da una mistura di popolazione insoddisfatta proveniente in gran parte dalla Russia meridionale, oltre a dissidenti religiosi (come i Vecchi Credenti) e schiavi desiderosi della libertà. Pugačëv si spese sempre particolarmente per i bisogni della popolazione locale e anche nelle sue operazioni di guerra seguì una simbologia più che una vera e propria strategia. Ad esempio dopo il primo attacco alla città di Jaick, non si rivolse alla conquista della città, ma anzi ripiegò ad est verso Orenburg, città che per la maggior parte dei cosacchi era vista come il simbolo diretto dell'oppressione russa nelle loro terre. A questi si univa il fatto che l'eterogeneità dei gruppi di popolazioni presenti in Russia era estremamente vario e ciascuna presentava propri problemi sui quali Pugačëv si concentrò per ottenere il supporto locale.
I non-russi come ad esempio i baschiri, seguirono Pugačëv perché venne loro promesso di poter continuare a vivere in maniera tradizionale, in libertà nelle loro terre, con diritto di sfruttare le loro risorse liberamente e di non doversi conformare ai costumi dei russi. I cosacchi ottennero promesse simili, oltre ai diritti sul fiume Jaik (attuale fiume Ural) sino alla foce del mare, la pastura senza tasse, libero commercio del sale, 12 rubli all'anno per ogni cosacco come pensione da parte dello stato e molto altro.
Pugačëv trovò un valido supporto negli odnodvorcy. Nella parte più occidentale dell'area interessata dalla rivolta di Pugačëv, la riva destra del medio Volga, era particolarmente abitata dagli odnodvorcy. Questi erano discendenti di famiglie di cultura militare ma di bassa estrazione che avevano perso le loro funzioni e si erano ridotti a fare i contadini per sopravvivere. Molti di loro erano anche appartenenti alla religione dei Vecchi Credenti e dall'epoca di Pietro il Grande si erano sentiti particolarmente alienati dallo stato russo. Essi erano inoltre particolarmente pressati dai proprietari terrieri delle province centrali che acquisivano spesso le loro terre e vi insediavano proprio schiavi.
I cosacchi Jaik vennero largamente coinvolti nella rivolta di Pugačëv. Gran parte di loro erano Vecchi Credenti che si erano insediati presso il fiume Jaik (attuale Ural). I cosacchi si opponevano alla modernizzazione e istituzionalizzazione dell'autorità politica dello stato. Il loro rapporto coi loro capi era sempre stato personale, basato sul loro servizio volontario e su precise obbligazioni. In cambio, essi si aspettavano la protezione dello zar in campo religioso, delle organizzazioni sociali tradizionali e la garanzia dell'autonomia amministrativa.
I lavoranti nelle fabbriche artigiane supportarono Pugačëv perché la loro posizione sociale era peggiorata negli anni; molte fabbriche di proprietà dello stato erano passate a privati i quali, per maggiori guadagni, intensificarono la produzione. Essi inoltre impedivano il rapporto diretto tra i lavoratori e lo stato, agendo da filtro per la condizione dei primi. Con la scarsa competitività della Russia, le miniere degli Urali erano entrate in declino, perdita che aveva colpito innanzitutto i lavoratori.

## La sfida allo stato russo

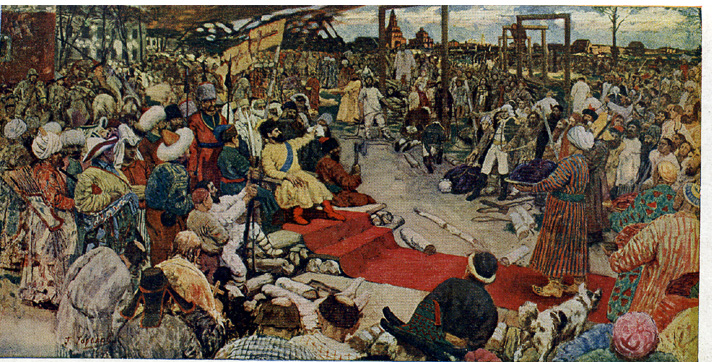
Pugačëv a Kazan'

Nel 1773 l'esercito di Pugačëv attaccò e occupò Samara. La sua più grande vittoria gli pervenne però nella presa di Kazan', estendendo così il territorio da lui occupato dal Volga alla catena degli Urali. In realtà il più grande vantaggio che Pugačëv ebbe nella sua rivolta fu il fatto che questa fosse stata ampiamente sottovalutata da parte dello stato russo. Caterina la Grande pensava si trattasse di uno scherzo e pose unicamente una taglia di 500 rubli sulla sua testa inizialmente, ma dal 1774, la minaccia divenne più seria; dal novembre di quell'anno la taglia sulla testa di Pugačëv aumentò a 28 000 rubli. Il generale russo Michel'son continuava a perdere uomini, mentre Pugačëv totalizzava altre importanti vittorie.
Pugačëv lanciò una nuova rivolta a metà settembre del 1773. Aveva forze composte da cosacchi, contadini russi, schiavi e non-russi tali da poter sopraffare la capitale della regione, Orenburg. Assediando la fortezza locale, i ribelli distrussero completamente una spedizione di supporto inviata dal governo e portarono la rivolta anche negli Urali settentrionali, ad ovest del Volga e nella Siberia orientale. I gruppi di Pugačëv vennero sconfitti tra la fine di marzo e l'inizio aprile del 1774 da un secondo corpo al comando del generale Bibikov, ma Pugačëv riuscì a fuggire negli Urali meridionali, in Baschiria, dove recuperò ulteriori supporti. I ribelli attaccarono quindi la città di Kazan', mettendola a ferro e fuoco il 23 luglio 1774. Battuto per tre volte consecutive a Kazan' dalle truppe zariste, Pugačëv scappò verso il Volga ed ottenne nuove forze con cui poté riconquistare molte delle città perdute. Il 5 settembre 1774, Pugačëv non riuscì a prendere la città di Caricyn e venne sconfitto nella steppa attorno alla città. Uno dei suoi più stretti collaboratori l'aveva tradito con le autorità di stato. Dopo un prolungato interrogatorio, Pugačëv venne giustiziato pubblicamente a Mosca il 10 gennaio 1775.

### Il coinvolgimento dei locali
La retorica di Pugačëv ispirò non solo cosacchi e contadini alla lotta, ma anche diverse tribù indigene della frontiera orientale. Questi gruppi indigeni presero parte in minima parte alla rivolta, ma il loro ruolo non può essere accantonato. Ogni gruppo aveva una propria storia e cultura distinte, con ragioni quindi differenti per seguire Pugačëv.
I Mordvini, i Mari, gli Udmurti e i Ciuvasci (dal Volga al bacino del Kama) ad esempio, aderirono alla rivolta perché non volevano essere convertiti forzatamente alla religione ortodossa dai russi. Questi gruppi desideravano inoltre mantenere la loro lingua e la loro cultura.
I tatari (dal Volga al bacino del Kama) erano gruppi indigeni con una complessa struttura politica interna. Pur essendo vicini alla cultura russa, si ribellarono per l'eccessivo carico di tasse e di obblighi militari.
I baschiri erano popolazioni nomadi che si opponevano alla penetrazione dei russi nelle loro aree e al tentativo di questi ultimi di cambiare la loro cultura, costringendoli ad abbandonare la loro vita nomade a favore di una vita stabile, per lavorare nelle fabbriche e nelle fattorie dei russi. Secondo i capi baschiri l'adesione alla rivolta avrebbe significato la fine del colonialismo russo e la restituzione dell'autonomia politica locale oltre alla tanto agognata indipendenza culturale.
I calmucchi buddisti e i kazaki musulmani, vicini alle tribù turche delle steppe, seguirono Pugačëv per altri motivi. I kazaki erano nomadi come i baschiri, ed erano in lotta costante con i gruppi russi nelle loro terre. Anche se molti di questi diedero l'appoggio alla causa di Pugačëv, alcuni capi come Nur-Ali non vi aderirono in toto, preferendo mediare tra le due parti a proprio vantaggio.

### La sconfitta

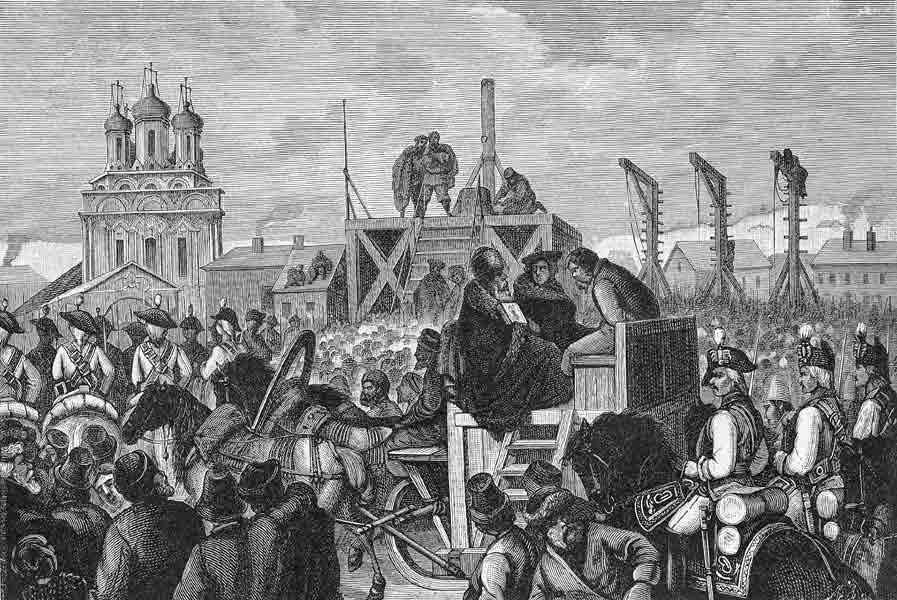
L'esecuzione di Pugačëv nella piazza Bolotnaja.

Alla fine del 1774 il vento stava ormai cambiando e la vittoria dell'esercito russo a Caricyn lasciò sul campo 9000-10000 ribelli tra i morti. Il generale russo Panin guidò le operazioni di ripresa, riconquistando Penza. Dall'inizio di settembre, la ribellione poteva dirsi ormai repressa. Uno degli uomini di fiducia di Pugačëv tradì il suo capo che tentò di fuggire nel settembre del 1774 ma venne catturato, portato a Mosca, decapitato e squartato il 21 gennaio 1775.
Dopo la rivolta, Caterina privò i cosacchi dei loro privilegi e disseminò la Russia di ulteriori soldati per un maggiore controllo delle province. Le province stesse vennero ulteriormente frammentate per poterle meglio controllare.

## Significato storico e sociale
L'interpretazione popolare della rivolta di Pugačëv fu importantissima per la cultura russa e per la sua ripresa, in particolare, negli eventi del Novecento. L'idea comune era che quanti avessero seguito il capo della rivolta l'avevano fatto per liberarsi dell'oppressivo stato legislativo voluto da Caterina II, irrispettoso del popolo, della sua cultura e delle sue tradizioni, all'insegna di uno stato centralizzato e uniformato. Se molti credevano che Pugačëv fosse effettivamente lo zar Pietro III detronizzato e che egli veramente avrebbe emancipato il popolo dalle pesanti tasse e politiche di Caterina II, vi erano molti altri gruppi che aderirono con i piedi di piombo alla rivolta come i baschiri e i tatari. Le truppe di Pugačëv soffrirono spesso per la mancanza di cibo e polvere da sparo. Molti furono i disertori tra cui un generale che non solo abbandonò una battaglia, ma portò con sé anche i suoi uomini. Un generale scrisse in un rapporto a un suo superiore, V. I. Tornova, "Per il bene di vostra eccellenza, sarebbe bene che la nostra fortezza di Najgabickaja tornasse a noi senza alcuna guarnigione vostra all'interno, perché non vi sono sudditi in quanto tutti siamo stati liberati [...]"

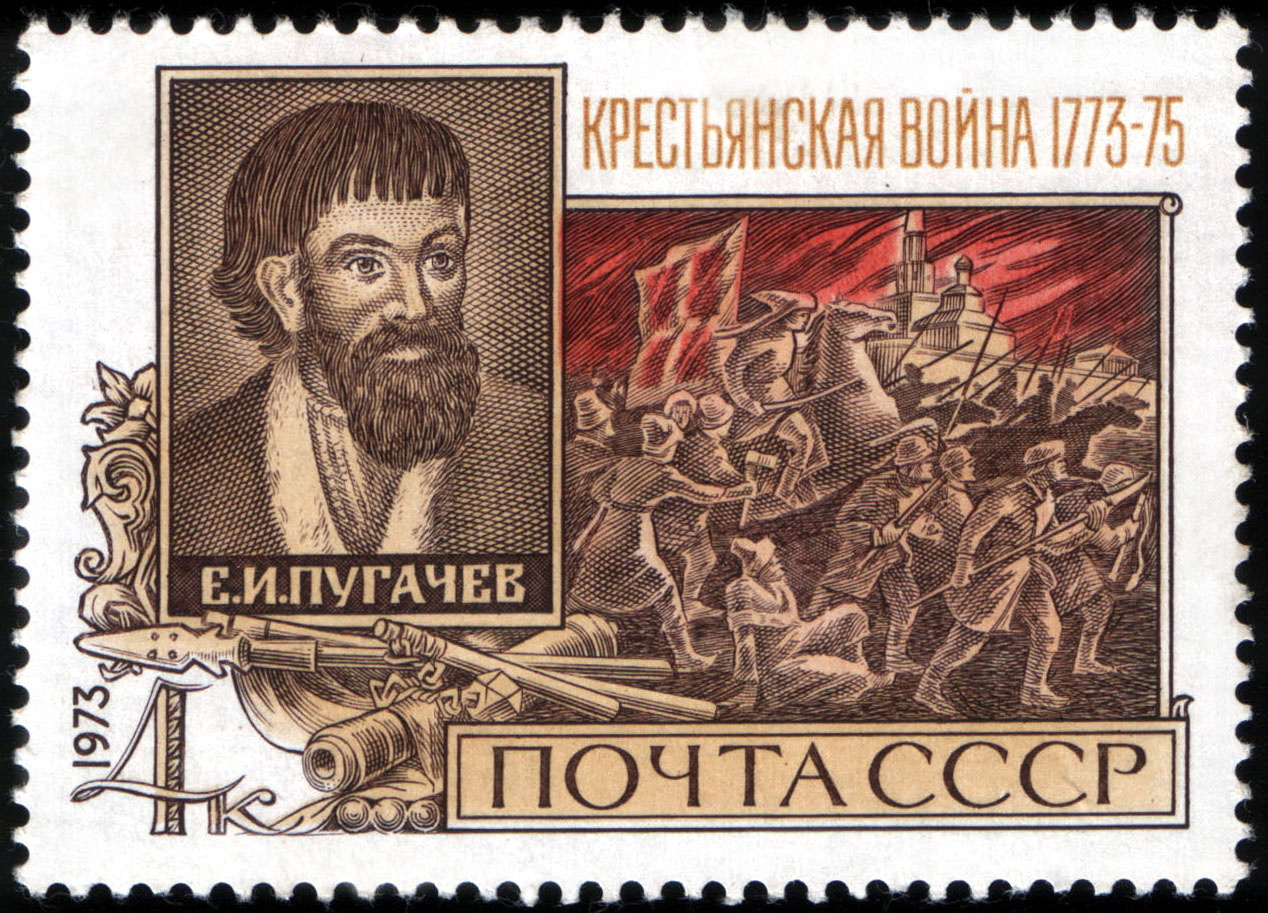
Francobollo sovietico del 1973 per commemorare Pugačëv

Il concetto di libertà applicato al movimento era anche una liberazione dall'oppressione dell'aristocrazia. Un contadino sarebbe stato libero di lavorare la propria terra, senza obbligazioni o doveri. Il ruolo del futuro zar Pugačëv sarebbe stato quindi quello di padre del proprio popolo, con un potere personale e diretto e non istituzionalizzato o mediato da ulteriori figure.
I sostenitori di Pugačëv erano tutti spaventati dai cambiamenti sociali ed economici, desiderosi com'erano di ritornare ai vecchi ideali di servizio e comunità in una gerarchia ordinata da Dio e non dagli uomini.
Il governo imperiale dal canto proprio, dopo averla sconfitta, cercò di minimizzare la rivolta per non incitare lo scoppio di altre rivoluzioni. L'assenza di una stampa indipendente nella Russia dell'epoca, in particolare nelle province, fece sì che anche all'estero e nella stampa estera le uniche informazioni passate fossero quelle trasmesse dal governo russo. La distribuzione di comunicati che svilivano l'operato dei rivoltosi nelle aree più colpite dalla rivolta stessa, ad ogni modo, non fece altro che aumentare la rabbia del popolo nei confronti di Caterina II, oltre a generare confusione e persino alcune nuove proteste.
Gran parte della colpa dell'insurrezione venne addossata dal governo centrale alle autorità locali che vennero definite come “lassiste, timide e indecise; le loro contromisure si sono dimostrate futili, poco effettive ed hanno portato alla perdita di molte vite senza motivo.” Caterina stessa disse a tal proposito: “Considero ingiuriosa la condotta di ufficiali civili e militari locali nella questione di Pugačëv.”
Il fatto che Pugačëv abbia tenuto saldamente la guida della rivolta per più di un anno contro il potere centrale, fu uno dei motivi che spinsero il governo zarista a sviluppare successive riforme, in particolare nelle province, lasciate da sole a lottare contro la lotta dei rivoltosi. La lezione più importante che Caterina II apprese dall'esperienza della rivolta di Pugačëv fu la necessità di un controllo militare deciso in tutte le parti dell'impero, non solo nelle frontiere esterne. Ad esempio, quando il governatore di Kazan' aveva richiesto l'assistenza delle forze governative per contrastare l'arrivo di Pugačëv e dei suoi uomini, nessuno rispose a questa richiesta. La rivolta creò sensazione nel governo russo dal momento che scoppiò proprio mentre molti soldati e generali erano impegnati in una guerra al confine con l'impero ottomano.

## Media
- La figlia del capitano, racconto storico del 1836 di Aleksandr Puškin ambientato all'epoca della rivolta di Pugačëv)
- La tempesta adattamento filmico de La figlia del capitano prodotto da Dino De Laurentiis e diretto da Alberto Lattuada. Attori Geoffrey Horne, Silvana Mangano e Van Heflin.